# میلتیادس آدورنو
میلتیادس آدورنو (انگلیسی: Milciades Adorno؛ زادهٔ ۲۷ ژانویهٔ ۲۰۰۵) بازیکن فوتبال اهل پاراگوئه است که در پست مهاجم برای گوارانی بازی می‌کند.